# Strhovací mechanismus

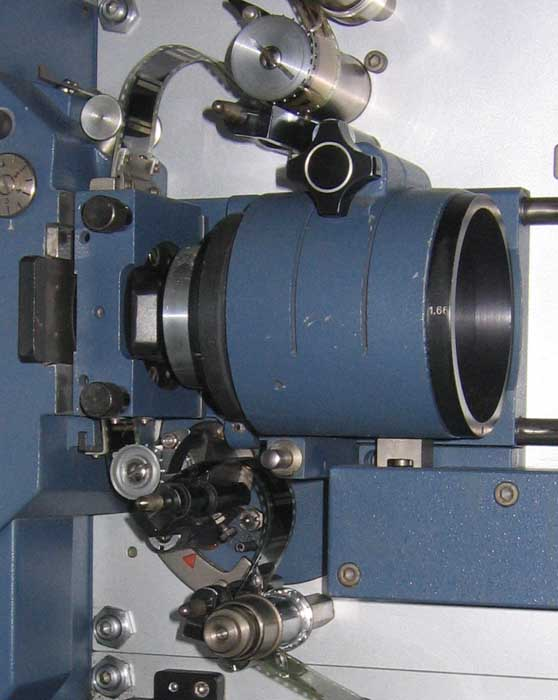
Filmová dráha, strhovací mechanismus, objektiv - promítačka Meo 5

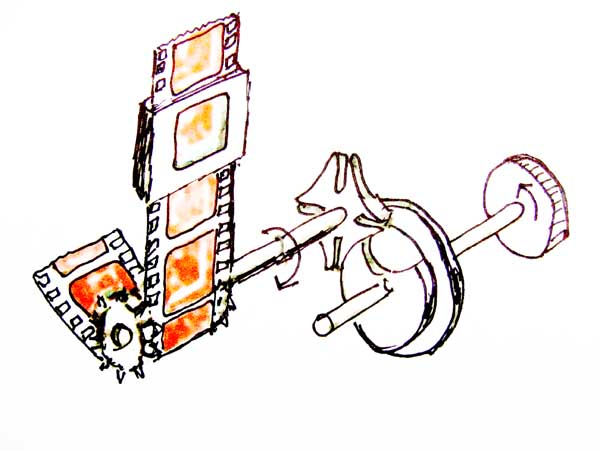
Maltézský kříž a strhovací mechanismus

Strhovací mechanismus je klíčová součást promítačky (vyskytuje se též ve filmových kamerách, filmových kopírkách a některých typech profesionálních filmových scannerů a telecines s celookeničkovým snímáním).

## Účel
Strhovací mechanismus zajišťuje posun filmu ve filmové dráze po jednotlivých okeničkách a převádí tak plynulý posuv filmu na promítacích rolích na skokovitý pohyb s co největším využitím času na prosvit světla skrze filmovou okeničku a naopak co možná nejmenším časem pro přesun stávajícího filmového okénka na následující. 

## Konstrukce
Strhovací mechanismus pohání maltézský kříž. Ten v principu funguje tak, že pohání ozubený váleček (na obrázku vlevo pod objektivem). Skrze perforační děrování filmu ozubený váleček strhává filmový pás a vše je přesně synchronizováno s rotující závěrkou následojícím způsobem:
1. Otáčející se závěrka svým 1. křídlem zakryje přístup světla do okeničky a na film. V tom momentě dojde ke strhnutí filmu mechanismem Maltézského kříže o jedno políčko filmu.
2. Film stojí a závěrka odkryje průchod světla do okeničky.
3. Film stále stojí a část vrtule závěrky svým 2. křídlem na zlomek sekundy přeruší průchod světla - tím se zvýší frekvence na požadovanách 48-50 změn za sekundu.

## Rychlost
Postup se opakuje 24 nebo 25× za sekundu, podle typu stroje nebo (umí-li stroj obě rychlosti) podle frekvence, kterou byl film natočen a kterou se tudíž má promítat. U profesionálních filmových kamer lze natáčet i menší či naopak větší rychlostí, ale strhovací mechanismus má z principu daného jeho mechanickou konstrukcí určitý limit, který (u tzv. rychloběžných kamer či rychloběžek) činí kolem 500 snímků za sekundu. U promítání je frekvence světelných impulzů projekční lampy vždy dvojnásobná – lépe tak dokáže navodit iluzi pohybu promítaných obrázků.

## Specifika strhovacího mechanismu
Rychlost 35mm filmu při strhávání je 0,5 m/s a na perforaci filmu působí značná síla. Mechanismus maltézského kříže je enormně namáhán. Proto je vyroben z kvalitních materiálů a s vysokou přesností řádů tisícin milimetru (protože i velmi drobné odchylky se na promítacím plátně výrazně projeví). Při provozu musí být vydatně mazán kvalitním řídkým olejem.
Během posunu filmu je velmi namáhán i filmový pás. Aby se zamezilo jeho poškození, je nutno při zakládání filmu vytvořit před vstupem do filmové dráhy a za strhovacím mechanismem volné smyčky, vytvářející mechanický „buffer“ o velikosti nejméně tří okének. V případě zmenšení smyček hrozí přetržení pásu nebo jeho rozkmitání či zaseknutí s rizikem následného propálení aktuálně prosvicovaného políčka.